# Hicham Chatt
Hicham Chatt (18 februari 1969) is een voormalige Marokkaanse atleet, die was gespecialiseerd in de marathon en het veldlopen.

## Biografie
In 2003 nam Chatt deel aan de wereldkampioenschappen veldlopen. Hij eindigde op een achtste plaats. Een jaar later, op de WK veldlopen in 2004, eindigde hij twaalfde.
In 2006 eindigde Chatt zevende in de marathon van Londen.

## Persoonlijke records
| Onderdeel | Prestatie | Datum         | Plaats  |
| --------- | --------- | ------------- | ------- |
| 10.000 m  | 28.21,48  | 31 mei 2004   | Hengelo |
| marathon  | 2:07.59   | 23 april 2006 | Londen  |

## Palmares

### 10.000 m
- 1998:  Portugese kamp. in Maia - 28.21,04

### 10 km
- 2007:  Prueba Urbana de Iurreta - 30.23
- 2008:  San Silvestre de Crevillentina in Crevillente - 30.41

### 15 km
- 2005: 5e São Silvestre de Luanda - onbekend

### halve marathon
- 1998:  halve marathon van Málaga - 1:04.09
- 1998: 5e halve marathon van Logroño - 1:05.17
- 1999:  halve marathon van Palma de Mallorca - 1:03.10
- 2001:  halve marathon van Miranda - 1:07.32
- 2006: 5e halve marathon van Almeria - 1:06.49
- 2007: 14e halve marathon van Lorca - 1:07.23

### 25 km
- 1999:  25 km van Berlijn - 1:16.24

### marathon
- 1999: 4e marathon van Berlijn – 2:09.56
- 1999:  marathon van Regensburg - 2:13.44
- 2001: 41e marathon van Berlijn - 2:22.31
- 2002: 5e marathon van Turijn - 2:13.12
- 2006: 7e marathon van Londen – 2:07.59
- 2007: DNF WK

### veldlopen
- 1998: 7e Spaanse kamp. in Vitoria - 35.30
- 1999: 6e Spaanse kamp. in San Miguel del Camino - 34.07
- 2003: 8e WK lange afstand in Avenches – 37.07
- 2004: 12e WK lange afstand in Brussel – 37.09
- 2006: 8e Spaanse kamp. in La Morgal-Llanera - 35.55